# Поло (одяг)

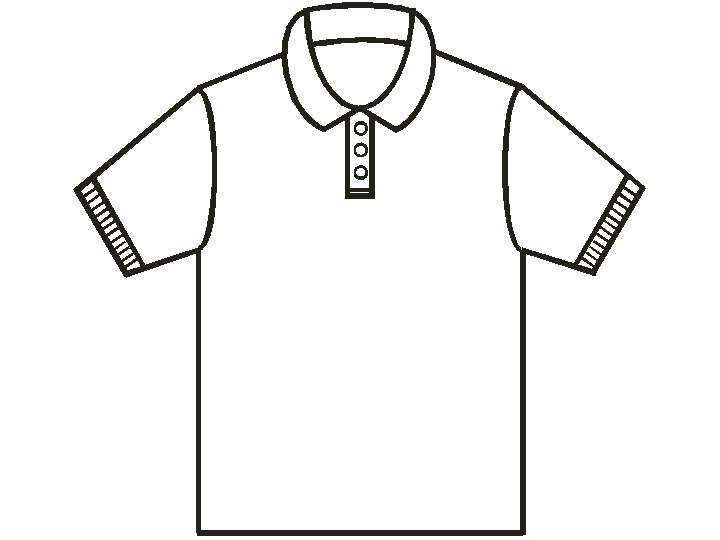
Ескіз футболки поло

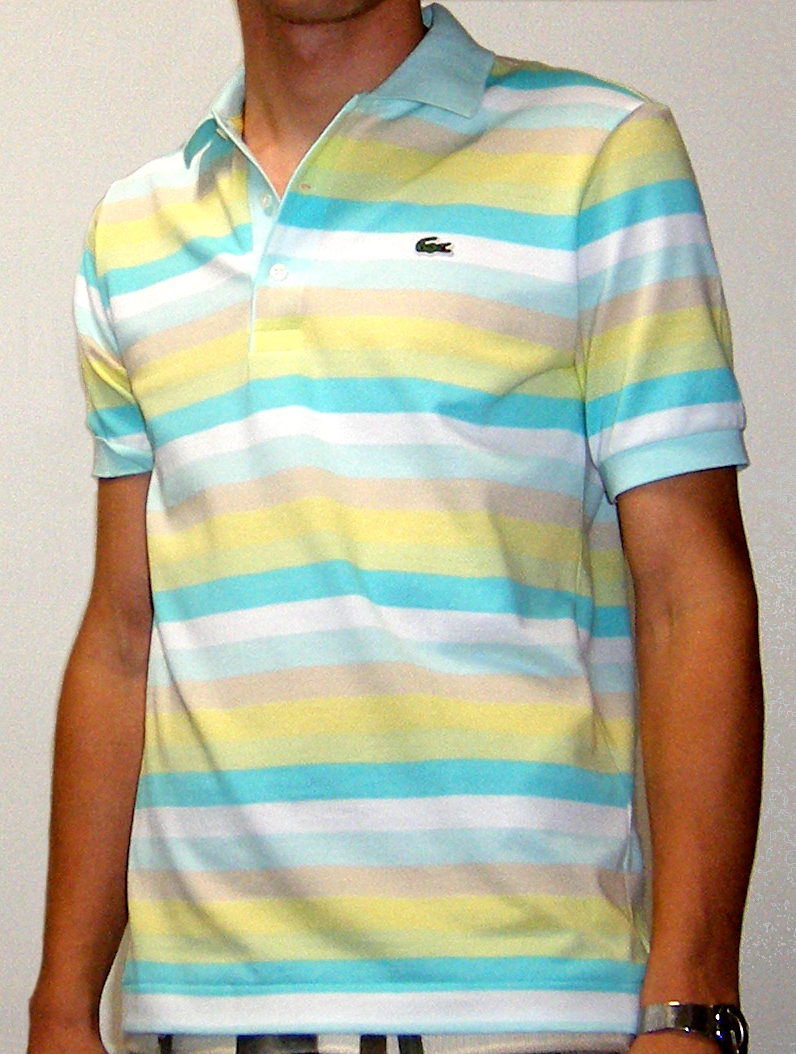
Чоловік в футболці поло

Сорочка поло або Теніска — сорочка з короткою застібкою, стояче-відкладним коміром і короткими рукавами. Виготовляється з еластичної бавовняної тканини піке (трикотажного полотна). Це повсякденний побутовий одяг для відпочинку чи заняття спортом, наприклад для гри в теніс або гольф. У деяких країнах зі спекотним кліматом сорочка поло отримала поширення як офісний одяг.

## Історія
Вважається, що сорочку поло придумав в 1933 році французький тенісист Рене Лакост, однак, це тільки легенда від творців бренду, промоутерів фірми Lacoste. Насправді ж, історія сорочки поло починається в Англії і пов'язана з місцевою грою у поло